# Frederick (Maryland)
Frederick er en amerikansk by og administrativt centrum i det amerikanske county Frederick County, i staten Maryland. Byen har 78.171(2020) indbyggere.